# Acianthus viridis
Acianthus viridis é uma espécie de orquídea terrestre pertencente à subtribo Acianthinae, originária  da Tasmânia e Nova Zelândia. É planta anual, dotada de raízes compostas quase que exclusivamente por pares de pequenos tubérculos ovoides, com caules curtos e uma ou duas folhas basais dispostas horizontalmente. A inflorescência comporta pequenas flores terminais ressupinadas de cores discretas, com sépalas e pétalas livres. O labelo é simples e plano, de tamanho muito diferente dos segmentos restantes. A coluna é delicada, com asas por todo seu comprimento apêndices acentuados, curvada próximo do ápice, apoda, com antera terminal e quatro polínias amarelas.
Como ocasionalmente, e ao contrário de todas as outras espécies de Acianthus, esta apresenta duas folhas por tubérculo, e tem asas ao longo de toda a coluna, é alternativamente classificada como Townsonia viridis por alguns taxonomistas, os quais ainda, conforme suas variações, dividem-na em uma segunda espécie, Townsonia deflexa. A primeira ocorre apenas na Tasmânia, a segunda na Nova Zelândia.